# Distrito de Zirc
El distrito de Zirc (húngaro: Zirci járás) es un distrito húngaro perteneciente al condado de Veszprém.
En 2013 su población era de 19 516 habitantes. Su capital es Zirc.

## Municipios
El distrito tiene una ciudad (en negrita) y 14 pueblos.
Ciudad
- Zirc

Pueblos
- Bakonybél
- Bakonynána
- Bakonyoszlop
- Bakonyszentkirály
- Borzavár
- Csesznek
- Csetény
- Dudar
- Lókút
- Nagyesztergár
- Olaszfalu
- Pénzesgyőr
- Porva
- Szápár